# Inside In/Inside Out
Inside In/Inside Out ist das Debütalbum der britischen Indie-Rock-Band The Kooks, das im Januar 2006 erschien.

## Entstehung und Veröffentlichung
Die Erstveröffentlichung von Inside In/Inside Out erfolgte am 12. Januar 2006 bei Virgin Records in Japan. Am 23. Januar dasselben Jahres erschien es im Vereinigten Königreich, im August im restlichen Europa sowie im Oktober in den Vereinigten Staaten. Das Album erschien in seiner Originalausführung als CD und Download mit 14 Titeln (Katalognummer: 0094635072426). In den Vereinigten Staaten erschien es mit einem Bonustitel (Katalognummer: ASW 507230) sowie in Japan mit dreien (Katalognummer: TOCP-66506). Am 27. August 2021 erschien die sogenannte „15th Anniversary Deluxe Edition“ als Doppelalbum auf CD (Katalognummer: 060243560216) und LP (Katalognummer: 060243560230). Diese enthält eine Neuabmischung der 14 Originaltitel, Demo- und Akustikversionen, vier Remixe von Tony Hoffer sowie mit In My Opinion einen zusätzlichen Titel.
Darüber hinaus erschienen am 30. Januar 2006 mit Inside In/Inside Out Acoustic Liveaufnahme von Konzerten in London und Osaka (Katalognummer: TOCP-66598). Die Akustik-Ausführung beinhaltet alle Lieder von Inside In/Inside Out, außer I Want You, If Only, und Got No Love. Hinzugekommen ist das Lied California, eine B-Seite der Singleauskopplung Eddie’s Gun. Die Akustikversion von California wurde in Osaka aufgenommen.
Geschrieben wurden alle Lieder gemeinsam von den Kooks-Mitgliedern Paul Garred, Hugh Harris, Luke Pritchard und Max Rafferty. Für die Produktion aller Lieder zeichnete alleine Tony Hoffer verantwortlich.

## Titelliste
1. Seaside – 1:39
2. See The World – 2:38
3. Sofa Song – 2:13
4. Eddie’s Gun – 2:13
5. Ooh La – 3:28
6. You Don’t Love Me – 2:35
7. She Moves In Her Own Way – 2:49
8. Matchbox – 3:09
9. Naïve – 3:23
10. I Want You – 3:26
11. If Only – 2:01
12. Jackie Big Tits – 2:32
13. Time Awaits – 5:08
14. Got No Love – 3:37

Bonustitel (Japan)
1. Be Mine – 2:34
2. California – 2:08
3. Time Awaits – 5:08

Bonustitel (USA)
1. Do You Love Me Still? – 3:15

## Singleauskopplungen

### Eddie’s Gun
Eddie’s Gun ist die erste Singleauskopplung von Inside In/Inside Out und wurde am 11. Juli 2005 in England veröffentlicht. Sie enthält zudem noch die beiden B-Seiten Bus Song und California, welches zusätzlich noch als Akustikversion auf dem Album Inside In/Inside Out Akustik Edition erschien.

### Sofa Song
Sofa Song erschien als zweite Single und erreichte in den britischen Charts Platz 28. Sie erschien drei Monate später nach Eddie’s Gun am 17. Oktober 2005. Als B-Seite erschien der Song Be Mine.

### You Don’t Love Me
Als dritte Singleauskopplung wurde You Don’t Love Me am 9. Januar 2006 veröffentlicht. Sie erreichte von den drei ersten Singles die höchste Platzierung in den britischen Charts mit Platz 12. Neben der Single wurde noch die B-Seite Slave to the Game aufgenommen.

### Naïve
Naïve ist die erfolgreichste Single von The Kooks. Sie erschien am 27. März 2006 in England und am 15. September 2006 in Deutschland, somit ist es in England die vierte und in Deutschland die fünfte Singleauskopplung. Naïve erreichte mit Platz 5 in den englischen Single-Charts eine Top-Ten-Platzierung. Der B-Seiten Track heißt Hiding Low.

### She Moves In Her Own Way
She Moves In Her Own Way ist die zweite Top-Ten-Single von The Kooks. Sie erschien am 26. Juni 2006 in England als fünfte und am 26. Juni 2006 in Deutschland als vierte Single. Zusätzlich erschien mit She Moves In Her Own Way die B-Seite Do You Love Me Still?

### Ooh La
Ooh La ist die letzte Singleauskopplung von Inside In/Inside Out. Veröffentlicht wurde sie am 23. Oktober 2006 in England. Als B-Seite erschien Ask Me.

### Singles in den Charts
| Jahr | Titel                    | Höchstplatzierung, Gesamtwochen, AuszeichnungChartplatzierungen (Jahr, Titel, , Platzierungen, Wochen, Auszeichnungen, Anmerkungen) | Höchstplatzierung, Gesamtwochen, AuszeichnungChartplatzierungen (Jahr, Titel, , Platzierungen, Wochen, Auszeichnungen, Anmerkungen) | Anmerkungen                            |
| Jahr | Titel                    | DE | UK | Anmerkungen                            |
| ---- | ------------------------ | --- | --- | -------------------------------------- |
| 2005 | Eddie’s Gun              | — | UK35 (2 Wo.)UK | Erstveröffentlichung: 11. Juli 2005    |
| 2005 | Sofa Song                | — | UK28 (3 Wo.)UK | Erstveröffentlichung: 17. Oktober 2005 |
| 2006 | You Don’t Love Me        | — | UK12 (9 Wo.)UK | Erstveröffentlichung: 9. Januar 2006   |
| 2006 | Naïve                    | DE— GoldDE | UK5 ×5Fünffachplatin · (55 Wo.)UK                                                                                                   | Erstveröffentlichung: 27. März 2006    |
| 2006 | She Moves in Her Own Way | DE66 (9 Wo.)DE | UK7 ×4Vierfachplatin · (40 Wo.)UK                                                                                                   | Erstveröffentlichung: 26. Juni 2006    |
| 2006 | Ooh La                   | — | UK20 Gold · (11 Wo.)UK | Erstveröffentlichung: 23. Oktober 2006 |

## Kommerzieller Erfolg

### Chartplatzierungen
| ChartsChartplatzierungen       | Höchstplatzierung | Wochen |
| ------------------------------ | ----------------- | ------ |
| Deutschland (GfK)              | 66 (8 Wo.)        | 8      |
| Schweiz (IFPI)                 | 83 (1 Wo.)        | 1      |
| Vereinigte Staaten (Billboard) | 165 (1 Wo.)       | 1      |
| Vereinigtes Königreich (OCC)   | 2 (101 Wo.)       | 101    |

| ChartsJahrescharts (2006)    | Platzierung |
| ---------------------------- | ----------- |
| Vereinigtes Königreich (OCC) | 5           |

| ChartsJahrescharts (2007)    | Platzierung |
| ---------------------------- | ----------- |
| Vereinigtes Königreich (OCC) | 97          |

### Auszeichnungen für Musikverkäufe
| Land/Region                  | Auszeichnungen für Musikverkäufe (Land/Region, Auszeichnung, Verkäufe) | Verkäufe    |
| ---------------------------- | ---------------------------------------------------------------------- | ----------- |
| Australien (ARIA)            | Platin                                                                 | 70.000      |
| Belgien (BRMA)               | Gold                                                                   | 25.000      |
| Deutschland (BVMI)           | Gold                                                                   | 100.000     |
| Europa (IFPI)                | Platin                                                                 | (1.000.000) |
| Irland (IRMA)                | 2× Platin                                                              | 30.000      |
| Neuseeland (RMNZ)            | 2× Platin                                                              | 30.000      |
| Vereinigtes Königreich (BPI) | 5× Platin                                                              | 1.500.000   |
| Insgesamt                    | 2× Gold · 11× Platin ·                                                 | 1.755.000   |